# Eurystomatina propinquum
Eurystomatina propinquum is een rondwormensoort uit de familie van de Enchelidiidae. De wetenschappelijke naam van de soort is voor het eerst geldig gepubliceerd in 1947 door Allgén.